# 北海道道824号美泽美马牛线
北海道道824号美泽美马牛线（日语：北海道道824号美沢美馬牛線）是一条位于北海道上川综合振兴局管内上川郡美瑛町的普通道级道路（北海道道）。

## 道路概况
- 起点：北海道上川郡美瑛町美泽
- 終点：北海道上川郡美瑛町美馬牛
- 总距离：13.0千米

## 经过的自治体
- 上川综合振興局
  - 上川郡美瑛町

## 主要连接道路
- 北海道道966号十胜岳温泉美瑛线（起点）
- 国道237号（终点）

## 历史
- 1974年（昭和49年）3月31日 - 路線勘定（北海道告示第943号）

## 沿線
- 美马牛站